# Wechslerův test inteligence pro dospělé

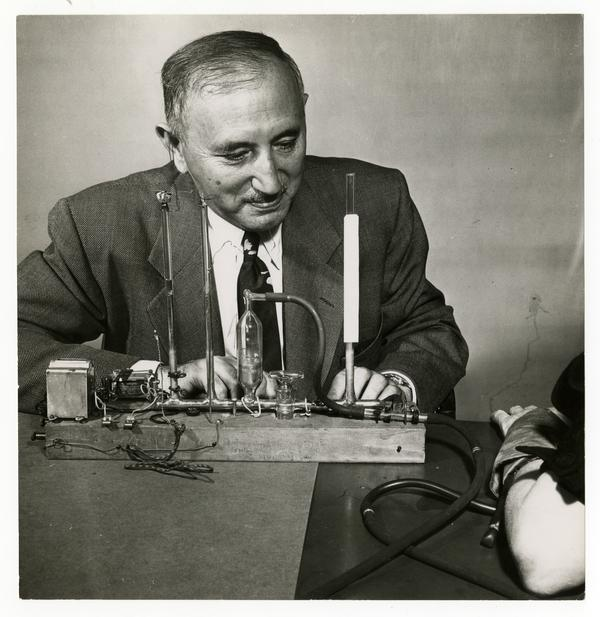
David Wechsler (1896–1981), byl americký psycholog (narozený v Rumunsku). Autor baterie testů, které byly po něm pojmenovaný jako „Wechslerův test inteligence pro dospělé“.

Wechslerův test inteligence pro dospělé (zkratkou WAIS z Wechsler Adult Intelligence Scale) je test pro dospělé, který navrhl David Wechsler. Test se skládá z 11 testů zkoumajících úroveň rozvoje různých poznávacích schopností. Wechslerův test probíhá individuálně.
Každá část testu obsahuje úkol měřicí samostatný typ duševních schopností. Tento test tedy umožňuje hodnotit nejen obecnou úroveň inteligence, ale také informace o silných a slabých stránkách testovaného člověka. Ideálně se hodí pro posouzení průměrné inteligence, nikoliv podprůměrné či nadprůměrné. Rozděleny do stupnice verbální a beze slov. Testy se skládají z ústní zkoušky: zprávy, opakující čísla, slovník, aritmetika, porozumění apod.. Pro testy beze slov: použitím obrázků, stavebních bloků, hádanek a symbolů číslic. V důsledku toho, měřítko umožňuje posoudit verbální a neverbální IQ.
Varianta testu pro děti se nazývá WISC (Wechsler Intelligence Scale for Children).